# Landa (Alava)
Pour les articles homonymes, voir Landa.
Landa en espagnol est une commune ou contrée de la municipalité d'Arratzua-Ubarrundia dans la province d'Alava dans la Communauté autonome basque.